# Giro delle Fiandre 1914
Il Giro delle Fiandre 1914, seconda edizione della corsa, fu disputato il 22 marzo 1914 per un percorso di 280 km. Fu vinto dal belga Marcel Buysse, al traguardo in 10h20'00" alla media di 29,915 km/h, davanti ai connazionali Henri Van Lerberghe e Pierre Van De Velde.
Dei 47 ciclisti alla partenza furono in 19 a tagliare il traguardo.

## Ordine d'arrivo (Top 10)
| Pos. | Corridore           | Squadra                 | Tempo     |
| ---- | ------------------- | ----------------------- | --------- |
| 1    | Marcel Buysse       | Alcyon-Soly             | 10h20'00" |
| 2    | Henri Van Lerberghe | Liberator               | s.t.      |
| 3    | Pierre Van De Velde | -                       | s.t.      |
| 4    | Alois Persyn        | -                       | s.t.      |
| 5    | Achiel Depauw       | -                       | s.t.      |
| 6    | August Dierickx     | -                       | s.t.      |
| 7    | Gustave Monseur     | La Française-Hutchinson | s.t.      |
| 8    | Alfons Spiessens    | J.B.Louvet-Continental  | s.t.      |
| 9    | Auguste Benoît      | J.B.Louvet-Continental  | a 2'00"   |
| 10   | Julien Tuytten      | -                       | a 8'00"   |